# Голошубиха
Голошубиха (рос. Голошубиха) — присілок в Кстовському районі Нижньогородської області Російської Федерації.
Населення становить 7 осіб. Входить до складу муніципального утворення Запрудновська сільрада.

## Історія
Від 2009 року входить до складу муніципального утворення Запрудновська сільрада.

## Населення
| 2002 | 2010 |
| ---- | ---- |
| 0    | ↗7   |